# サイモン・ポスフォード

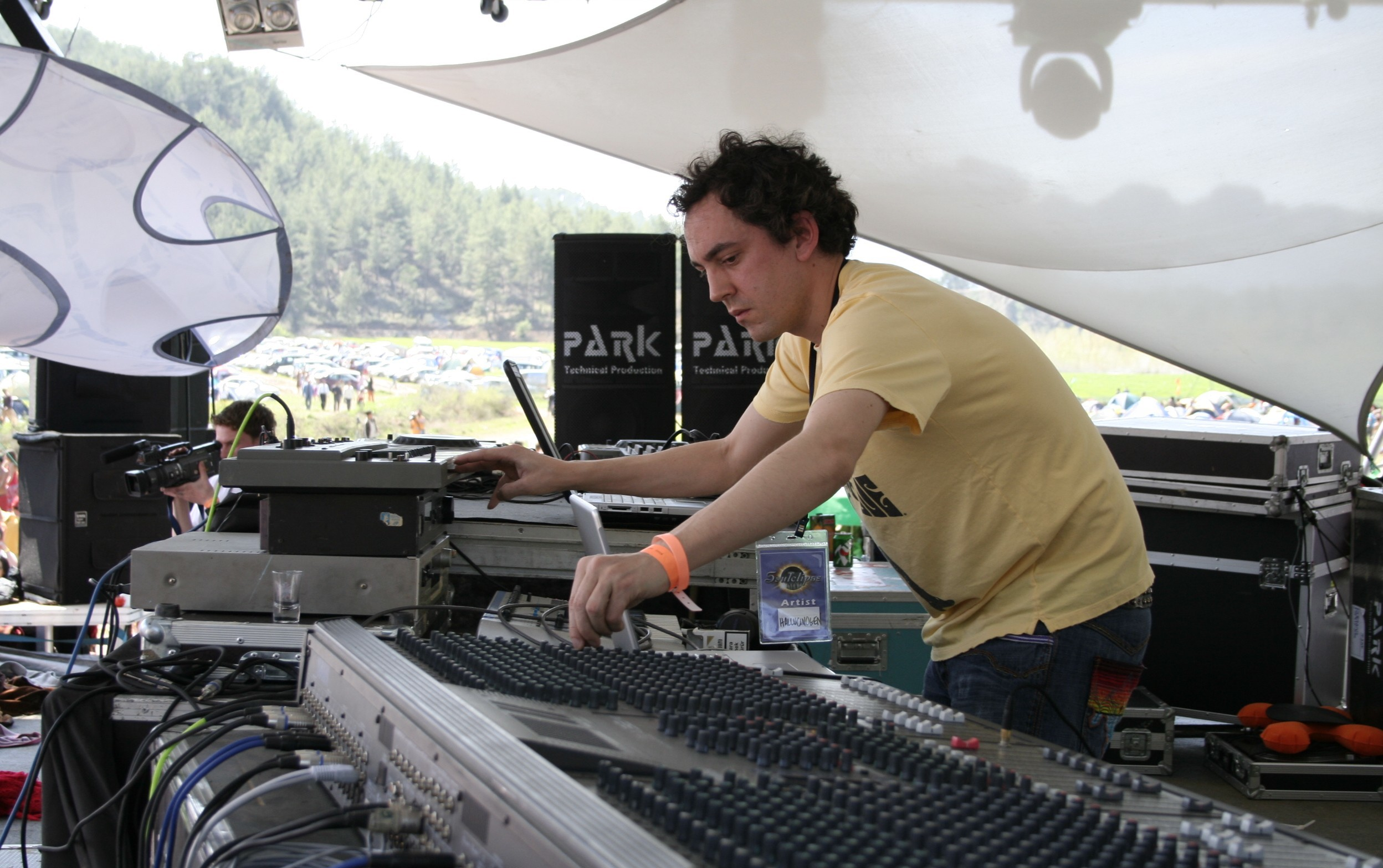
2006年

サイモン・ポスフォード（Simon Posford、1971年 - ）はイギリスの音楽アーティスト。サイケデリック・トランス、ゴアトランス等のジャンルで有名である。
自身のレーベルであるTwisted Recordsを持つ。主に個人ではハルシノジェン(Hallucinogen)名義を使用し、ベンジー・ヴォーンとのユニットではYounger Brother、ラジャ・ラムとのユニットではシュポングルなどの名義で活動する。

## 作品

### Hallucinogen 名義

#### スタジオアルバム
- Twisted
- The Lone Deranger

#### リミックスアルバム
- In Dub